# II. třída okresu Náchod 2007/2008
V soubojích fotbalové II. třídy okresu Náchod 2007/2008, jedné ze skupin 8. nejvyšší fotbalové soutěže, se utkalo 12 týmů dvoukolovým systémem podzim – jaro. Tento ročník skončil v červnu 2008.
Postup do I. B třídy Královéhradeckého kraje 2008/2009 si zajistil vítězný tým TJ Slavoj Teplice nad Metují. Do III. třídy okresu Náchod 2008/2009 sestoupil poslední tým TJ Sokol Zábrodí.

## Výsledná tabulka
| Poř. | Tým                              | Z  | V  | R | P  | VG | OG | B  |
| ---- | -------------------------------- | -- | -- | - | -- | -- | -- | -- |
| 1.   | TJ Slavoj Teplice nad Metují     | 22 | 16 | 4 | 2  | 69 | 23 | 52 |
| 2.   | TJ Velké Poříčí                  | 22 | 14 | 4 | 4  | 46 | 27 | 46 |
| 3.   | TJ Sokol Velká Jesenice          | 22 | 13 | 5 | 4  | 73 | 28 | 44 |
| 4.   | TJ Sokol Hejtmánkovice           | 22 | 11 | 5 | 6  | 50 | 28 | 38 |
| 5.   | TJ Jiskra Veba Machov            | 22 | 8  | 5 | 9  | 46 | 49 | 29 |
| 6.   | TJ Spartak Police nad Metují „B“ | 22 | 8  | 3 | 11 | 53 | 63 | 27 |
| 7.   | TJ Lokomotiva Meziměstí          | 22 | 8  | 3 | 11 | 56 | 67 | 27 |
| 8.   | TJ Sokol Mezilesí                | 22 | 8  | 2 | 12 | 60 | 62 | 26 |
| 9.   | TJ Sokol Provodov                | 22 | 7  | 4 | 11 | 50 | 57 | 25 |
| 10.  | TJ Sokol Božanov                 | 22 | 7  | 3 | 12 | 43 | 59 | 24 |
| 11.  | TJ Jiskra Martínkovice           | 22 | 5  | 4 | 13 | 32 | 68 | 19 |
| 12.  | TJ Sokol Zábrodí                 | 22 | 4  | 4 | 14 | 44 | 91 | 16 |

Poznámky:
- Z = Odehrané zápasy; V = Vítězství; R = Remízy; P = Prohry; VG = Vstřelené góly; OG = Obdržené góly; B = Body; (S) = Mužstvo sestoupivší z vyšší soutěže; (N) = Mužstvo postoupivší z nižší soutěže (nováček)

|  | Postup do I. B třídy Královéhradeckého kraje 2008/2009 |
|  | Sestup do III. třídy okresu Náchod 2008/2009           |